# Hayley Jensen
Hayley Jensen (Albury, 7 gennaio 1983) è una cantautrice australiana.

## Biografia
Hayley Jensen è salita alla ribalta nel 2004, quando si è piazzata quarta nella seconda stagione della versione australiana di Pop Idol. Nel 2006 ha piazzato il singolo Alive alla 68ª posizione della ARIA Singles Chart. In seguito, come parte del gruppo Seasons, ha aperto concerti per gli Evanescence e ha vinto un Australian Independent Music Award. Nel 2017 ha firmato un contratto con la Social Family Records e tra il 2017 e il 2019 si è esibita in Australia e nel Regno Unito. Il suo secondo disco Turning up the Dial, uscito a maggio 2018, ha raggiunto la numero 52 in madrepatria.

## Discografia

### Album in studio
- 2007 – Note to Self
- 2018 – Turning Up the Dial

### EP
- 2007 – Past Tense & Present Peace

### Singoli
- 2006 – Alive
- 2007 – Stronger
- 2008 – Waste Away
- 2016 – The One
- 2016 – I'll Always Love You
- 2016 – Young Years
- 2017 – Summertime Soundtrack
- 2018 – Saturday Night
- 2018 – Forever Won't Be Long Enough
- 2018 – This Love
- 2019 – Next Big Thing
- 2019 – Turning Up The Dial
- 2020 – Angel (feat. Beccy Cole)